# سیارک ۶۸۶۷
سیارک ۶۸۶۷ (به انگلیسی: 6867 Kuwano، نامگذاری:1992FP1) شش هزار و هشتصد و شصت و هفتمین سیارک کشف شده‌است که در ۲۸ مارس ۱۹۹۲ کشف شد.
قدر مطلق سیارک برابر ۱۲٫۸۰ است.